# Paraliochthonius singularis
Espèce
Synonymes
- Chthonius singularis Menozzi, 1924
- Paraliochthonius hoestlandti giustii Lazzeroni, 1970

Paraliochthonius singularis est une espèce de pseudoscorpions de la famille des Chthoniidae.

## Distribution
Cette espèce se rencontre en Italie, en France, en Croatie, en Grèce et en Turquie.

## Publication originale
- Menozzi, 1924 : Nuova specie di Pseudoscorpione alofilo. Annuario del Museo Zoologico della R. Università di Napoli, vol. 5, no 8, p. 1-3.